# In senso inverso
In senso inverso (Counter-clock World) è un romanzo di fantascienza di Philip K. Dick del 1967. Deriva dal racconto breve Il suo appuntamento è fissato per ieri (Your Appointment Will Be Yesterday) pubblicato nel 1966 sulla rivista pulp Amazing Stories. È stato pubblicato anche con il titolo Redivivi S.p.A. e Ritorno dall'aldilà.

## Ambientazione
Il romanzo è ambientato in un ipotetico 1998, in cui il tempo ha iniziato a scorrere in senso contrario. Questo perché nel 1986 si è verificato un fenomeno siderale chiamato "Fase Hobart" che ha comportato l'inversione della freccia del tempo che ha iniziato a risalire dal presente al passato. L'autore immagina un mondo in cui gli umani resuscitano dalla morte, ma solo per ripercorrere al rovescio la loro vita, passando dalla vecchiaia al ritorno nell'utero. Per lo stesso motivo, anche l'alimentazione si è invertita: ci si nutre di "Sogum", ossia di escrementi, che vengono introdotti nell'organismo dal basso intestino, e l'apparato digerente li ritrasforma in pezzi di mela, o di carne, e così via, che vengono espulsi dalla bocca, in privato. Fumare segue lo stesso principio: le sigarette partono come mozziconi, bruciano al contrario liberando l'aria dal fumo, e tornano intere, per poi essere gettate via. Anche il linguaggio è cambiato di conseguenza: "Arrivederci" non si usa per congedarsi ma come saluto introduttivo, e "Cibo!" è diventata un'imprecazione, dato che quel che una volta era cibo è diventato materiale di scarto.

## Trama
La storia è centrata attorno alla figura dell'Anarca Peak, un leader religioso nero che è morto nel 1971 ed è prossimo al ritorno in vita. Il protagonista è invece Sebastian Hermes, il proprietario di un piccolo Vitarium (ditta specializzata nella riesumazione e reinserimento in società dei defunti che ritornano in vita) che per caso scopre il luogo di sepoltura di Peak. Per evitare che qualche ditta concorrente possa anticiparlo, Hermes decide di riesumare in gran segreto il corpo, essendo consapevole dell'enorme valore del suo cliente. 
Il risveglio dell'Anarca rischia infatti di cambiare gli equilibri del potere, scatenando una nuova ondata di violenze razziali.
Nonostante le intenzioni di Hermes, la notizia del risveglio dell'Anarca si diffonde in fretta, scatenando una lotta per avere il suo corpo che vede protagonisti la Biblioteca (la più temuta organizzazione del mondo che ha il compito di cancellare le testimonianze scritte degli eventi non più accaduti), gli Uditi (il culto religioso fondato da Peak) e sullo sfondo anche la Chiesa di Roma.

## Citazioni
- L'Anarca Peak è stato chiamato così in omaggio al vescovo episcopale James Pike, un ricercatore biblico convinto di poter comunicare con i morti, con cui Dick era entrato in contatto tramite la matrigna di sua moglie. Il personaggio è comunque chiaramente ispirato alla figura di Malcolm X, assassinato qualche anno prima della stesura del libro.
- Ciascun capitolo è introdotto da una citazione tratta dalle opere dei filosofi Agostino d'Ippona, Severino Boezio, Giovanni Scoto Eriugena, Tommaso d'Aquino e Bonaventura da Bagnoregio.

## Edizioni
- Philip K. Dick, Counter-clock World, Berkley Books, 1967.
- Philip K. Dick, Redivivi S.p.A., traduzione di Maria Silva, collana Andromeda n° 4, Dall'Oglio, 1972.
- Philip K. Dick, Ritorno dall'aldilà, collana Il libro d'oro della fantascienza n° 27, Fanucci Editore, 1989.
- Philip K. Dick, In senso inverso, traduzione di Paolo Prezzavento, collana Tascabile immaginario, Fanucci Editore, 2003,  p. 252.
- Philip K. Dick, In senso inverso, collana Collezione Dick, Fanucci Editore, 2007,  p. 240, ISBN 88-347-1254-4. Edizione speciale venticinquesimo anniversario